# Порт-о-Порт-Вест-Агатуна-Фелікс-Коув
Порт-о-Порт-Вест-Агатуна-Фелікс-Коув (англ. Port au Port West-Aguathuna-Felix Cove) — містечко в Канаді, у провінції Ньюфаундленд і Лабрадор.

## Населення
За даними перепису 2016 року, містечко нараховувало 449 осіб, показавши зростання на 0,4%, порівняно з 2011-м роком. Середня густина населення становила 26,9 осіб/км².
З офіційних мов обидвома одночасно володіли 20 жителів, тільки англійською — 430. Усього 5 осіб вважали рідною мовою не одну з офіційних.
Працездатне населення становило 41,7% усього населення, рівень безробіття — 25,7% (35% серед чоловіків та 13,3% серед жінок). 94,3% осіб були найманими працівниками, а 0% — самозайнятими.

## Клімат
Середня річна температура становить 3,8°C, середня максимальна – 18,9°C, а середня мінімальна – -12,2°C. Середня річна кількість опадів – 1 342 мм.
| Клімат поселення                              | Клімат поселення | Клімат поселення | Клімат поселення | Клімат поселення | Клімат поселення | Клімат поселення | Клімат поселення | Клімат поселення | Клімат поселення | Клімат поселення | Клімат поселення | Клімат поселення | Клімат поселення |
| Показник                                      | Січ.             | Лют.             | Бер.             | Квіт.            | Трав.            | Черв.            | Лип.             | Серп.            | Вер.             | Жовт.            | Лист.            | Груд.            |                  |
| Середній максимум, °C                         | −2,1             | −3,12            | 0,63             | 5,51             | 10,41            | 15,31            | 18,00            | 18,90            | 14,89            | 9,50             | 4,83             | −0,59            |                  |
| Середня температура, °C                       | −6,64            | −7,66            | −3,91            | 0,97             | 5,87             | 10,79            | 14,84            | 15,75            | 11,75            | 6,36             | 1,66             | −3,76            |                  |
| Середній мінімум, °C                          | −11,17           | −12,22           | −8,45            | −3,56            | 1,33             | 6,23             | 11,68            | 12,57            | 8,59             | 3,19             | −1,49            | −6,91            |                  |
| Норма опадів, мм                              | 133              | 104              | 92               | 76               | 98               | 96               | 107              | 111              | 133              | 132              | 127              | 133              |                  |
| Середньомісячна швидкість вітру, м/с          | 6.66             | 6.11             | 5.83             | 5.40             | 4.81             | 4.50             | 4.12             | 4.24             | 4.74             | 5.30             | 5.82             | 6.44             |                  |
| Середньомісячна сонячна радіація, кДж/м²·день | 3684             | 6667             | 10993            | 14750            | 17950            | 19483            | 18966            | 16123            | 11893            | 7186             | 3914             | 2785             |                  |
| --------------------------------------------- | ---------------- | ---------------- | ---------------- | ---------------- | ---------------- | ---------------- | ---------------- | ---------------- | ---------------- | ---------------- | ---------------- | ---------------- | ---------------- |
| Джерело:                                      |                  |                  |                  |                  |                  |                  |                  |                  |                  |                  |                  |                  |                  |